# كين كيلي (لاعب كرة قدم أمريكية)
كين كيلي (بالإنجليزية: Ken Kelley)‏ هو لاعب كرة قدم أمريكية أمريكي، ولد في 20 يونيو 1960.

## وصلات خارجية
- كين كيلي على موقع JustSportsStats.com (الإنجليزية)
- كين كيلي على موقع كلية كرة القدم في سبورتس رفرنس.كوم (الإنجليزية)